# Forêts pluviales des îles Andaman
Localisation
Les forêts pluviales des îles Andaman (IM0101) forment une écorégion définie par le fonds mondial pour la nature (WWF). Elle appartient à l’écozone Indomalaise (IM) et au biome des forêts décidues humides tropicales et subtropicales (01). Elle couvre l’intégralité des îles Andaman.

## Géographie

### Localisation
Les îles Andaman sont un archipel de 204 îles de tailles variées situées à l'Est de l'océan Indien et du golfe du Bengale, ainsi qu'à l'ouest de la mer d'Andaman. Elles sont majoritairement contrôlées par l'Inde, mais aussi par la Birmanie (îles Coco). Elles sont séparées de la Birmanie au nord par 285 km de mer, et au sud des îles Nicobar par les 150 km du ten degree channel (en). Elles font partie d'un grand arc d'îles qui va de la chaîne de l'Arakan aux îles Mentawaï, formé à la fin de l'Éocène ou au début de l'Oligocène par la subduction de la plaque indo-australienne. L'archipel est séparé du continent au milieu du Miocène par l'ouverture de la mer d'Andaman, puis reconnecté à l'actuelle Birmanie grâce à la baisse des eaux du Pléistocène pour environ 10 000 ans, avant d'en être définitivement isolé. Son plus haut point est le saddle Peak (en), qui culmine à 720 m. 

### Climat
L'archipel est, selon la classification de Köppen, situé dans un climat tropical. Les températures y oscillent entre 22 et 30 degrés, et les précipitations entre 3 000 et 3 800 mm par an. Il est touché par les moussons, qui viennent du Sud-Ouest de mai à septembre, et du Nord-Est d'octobre à décembre.

## Biodiversité

### Flore
Il y existe trois catégories de forêts dans l'écorégion : les mangroves des côtes, les forêts permanentes et décidues l'intérieur des terres. Les premières constituent 15 % de sa superficie, et sont principalement constituées de Rhizophoraceae, qui atteignent 6 à 24 m. Les deuxièmes se développent sur un sol limoneux et argileux, contenant du grès micacé et peu d'humus. Les arbres principaux de cette zone sont Dipterocarpus grandiflorus, Dipterocarpus turbinatus, Sideroxylon longipetiolatum, Hopea odorata, Endospermum malaccense et Planchonia andamanica, qui atteignent 40 à 60 m. Les dernières sont situées à Andaman du Nord, Andaman du centre, Andaman du Sud et Baratang, et sont composées d'arbres de 40 à 50 m : Terminalia procera, Terminalia bialata, Terminalia manii, Canarium euphyllum, Ailanthes kurzii, Parishia insignis, Diploknema butyracea, Albizia lebbeck, Tetrameles nudiflora et Pterocymbium tinctorium. 
Elle est plus proche floristiquement du Nord-Est de l'Inde, de la Birmanie et de la Thaïlande que des îles Nicobar, dont la fore ressemble plus à celle de Malaisie et d'Indonésie. Les plantes les plus communes des îles Andamans appartiennent aux genres Dipterocarpus et Pterocarpus. Elle compte plus de 2 500 espèces de plantes à fleurs dont environ 10 % sont endémiques. 

### Faune
L'écorégion compte 5 mammifères endémiques qui sont tous en danger : Crocidura hispida (en), Crocidura andamanensis (en), Crocidura jenkinsi (en), le rhinolophe d'Andaman (en) et le rat d'Andaman (en). Elle compte également 9 oiseaux endémique : le serpentaire des Andaman, le râle des Andaman, le coucal des Andaman, le petit-duc des Andaman, le calao de Narcondam, le pic des Andaman, le drongo des Andaman et le témia des Andaman, ainsi que 4 presque endémiques : le pigeon des Andaman, la phasianelle des Nicobar, le ninoxe des Andaman et le martin des Andaman. On y trouve 44 espèce de reptiles, dont 13 endémique et 20 espèces d'amphibiens dont 7 endémiques. 

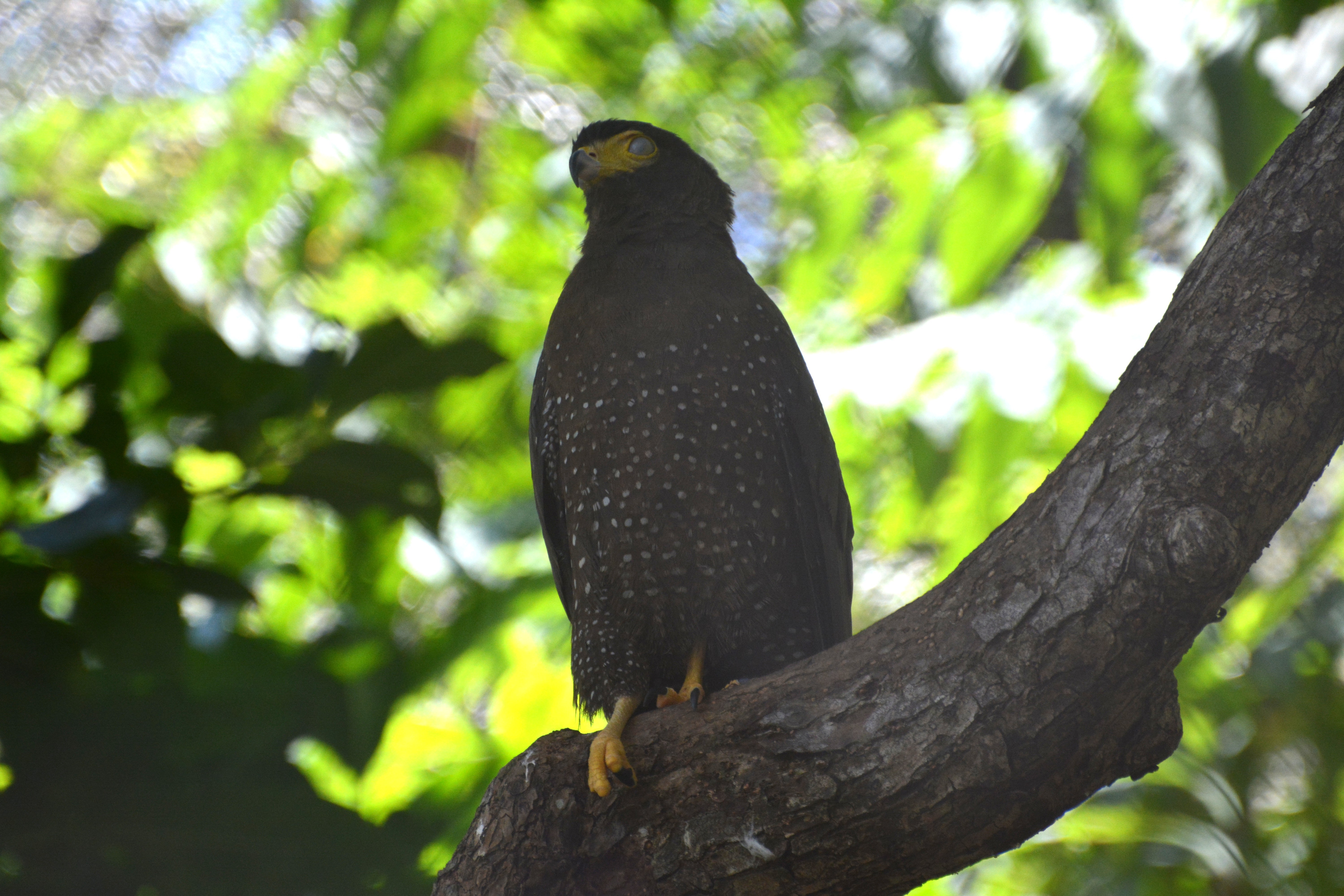
Serpentaire des Andaman
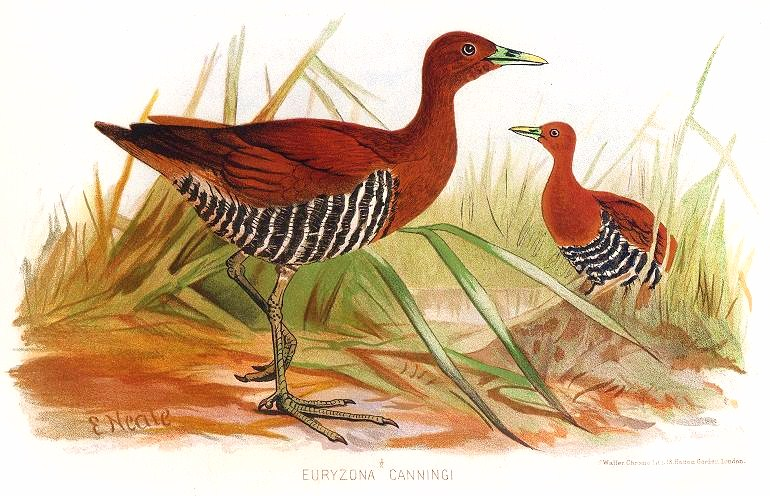
Râle des Andamans
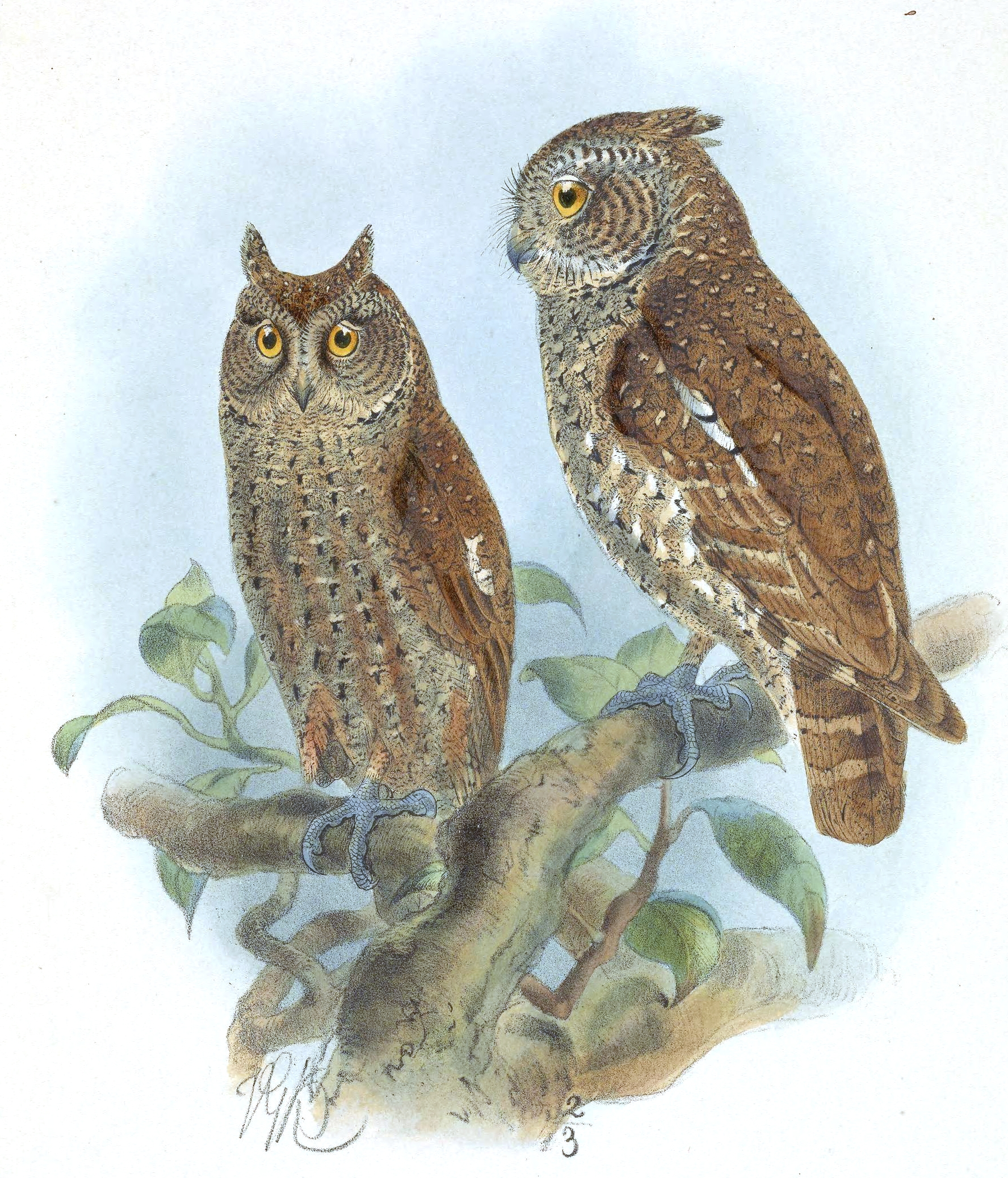
Petit-duc des Andaman
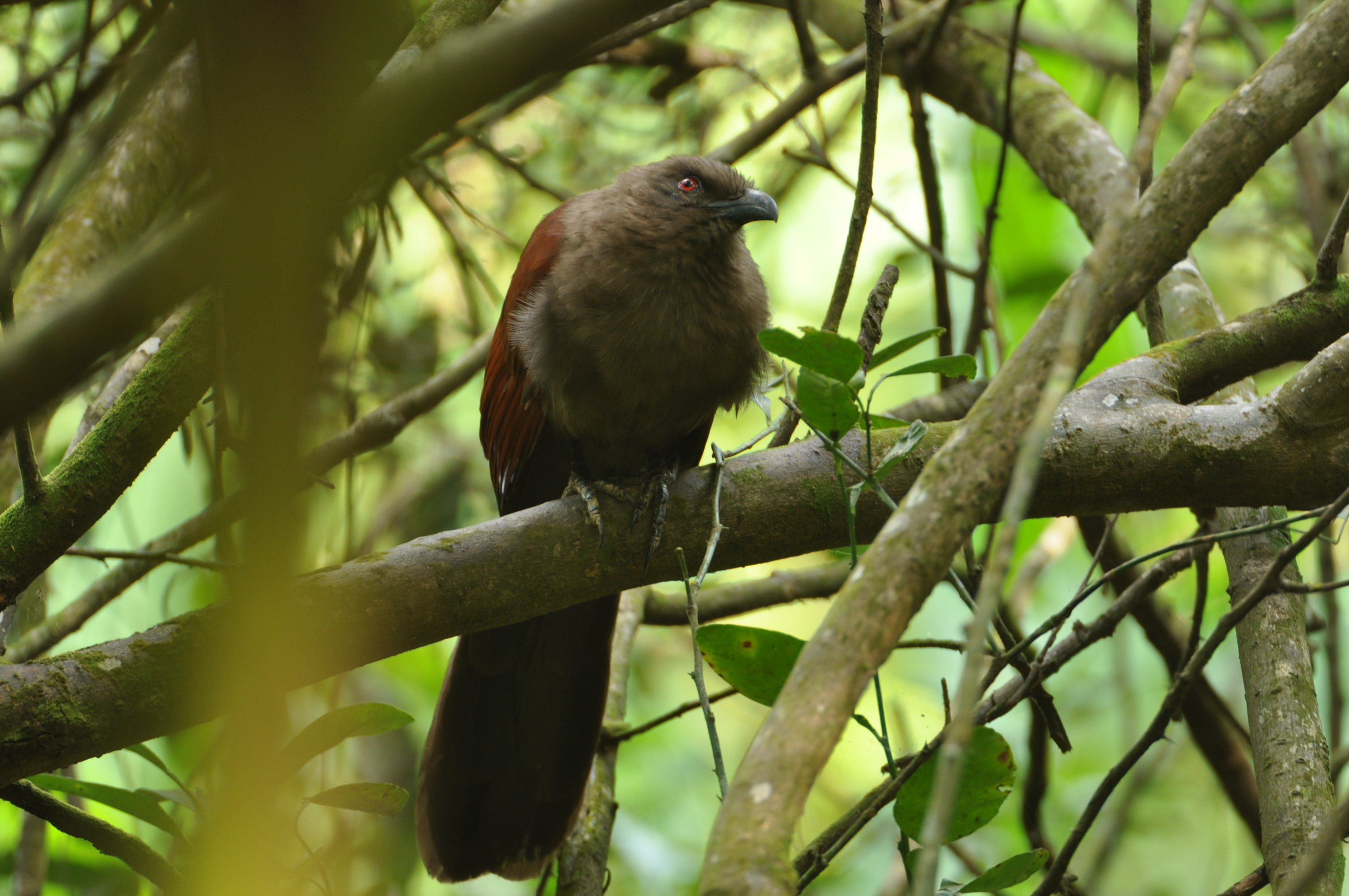
Coucal des Andaman
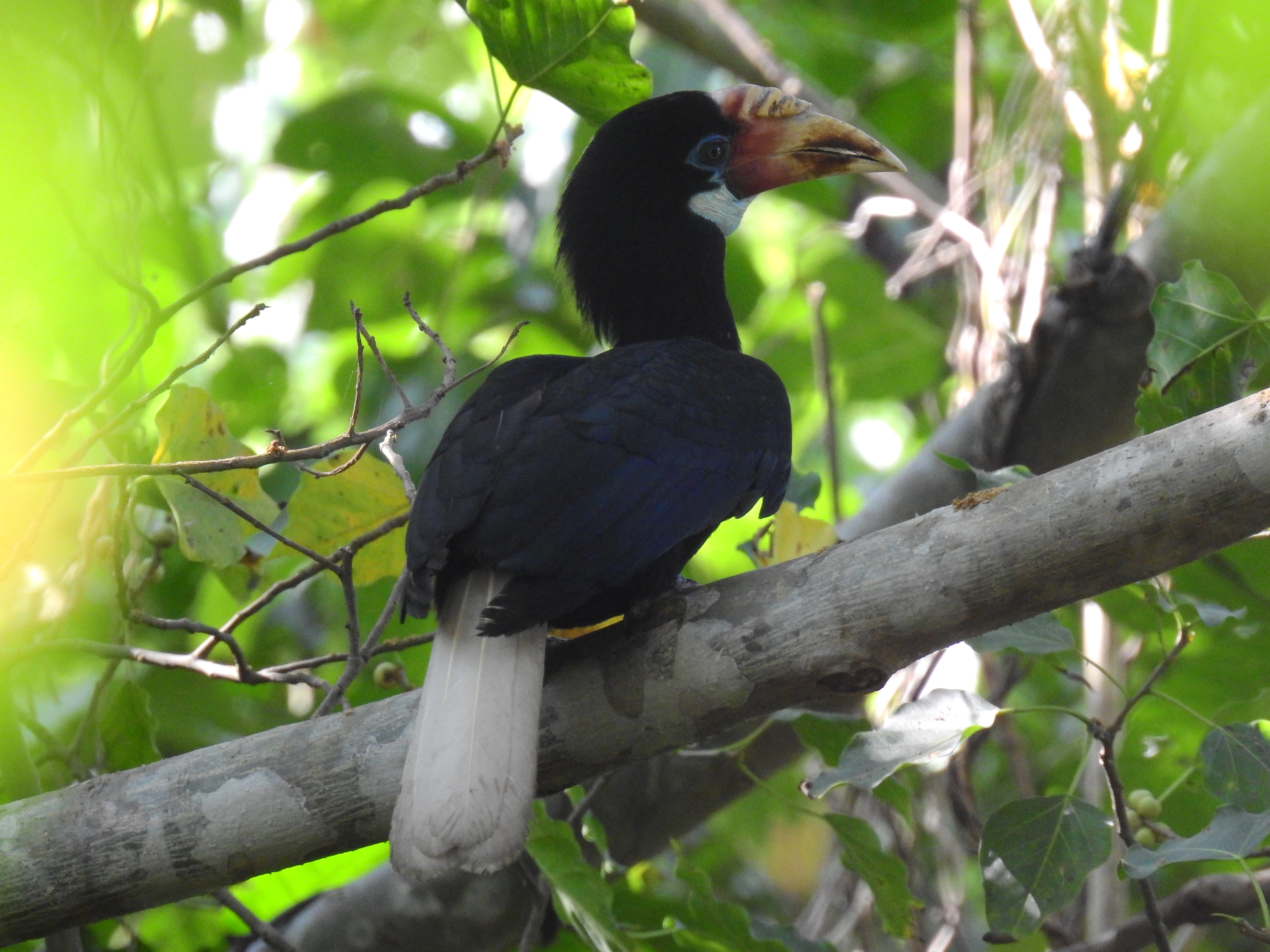
Calao de Narcondam
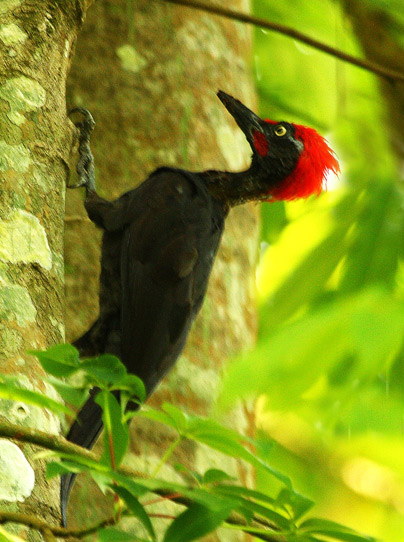
Pic des Andaman
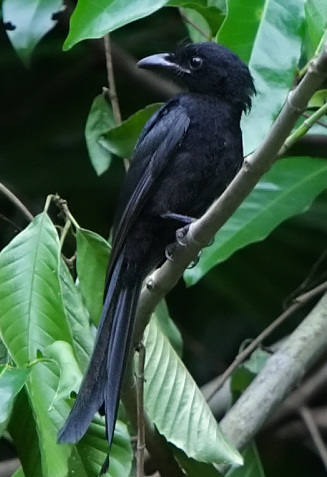
Drongo d'Andaman
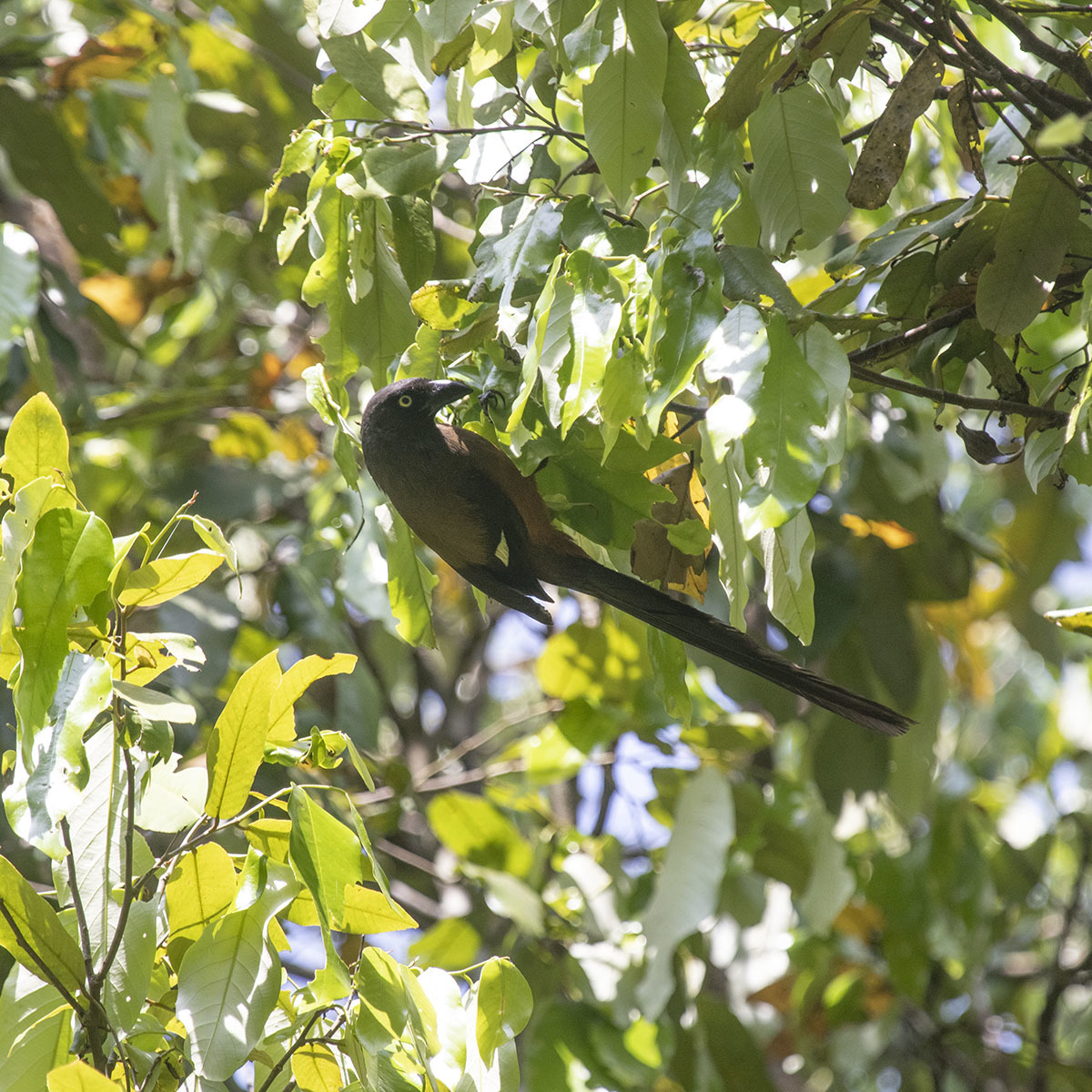
Témia des Andaman

## Menaces et protection

### Menaces
La principale menace qui touche l'écorégion est l'afflux d'habitants venant d'Inde continentale, demandant ainsi plus de ressources naturelles et d'espace. Très forestière, elle est touchée par la surexploitation des forêts et l'extension des terres agricoles. Les peuples indigènes de l'archipel ont l'autorisation d'exploiter la nature à l'intérieur même des aires protégées. La majorité de l'exploitation de la vie sauvage est le fait d'immigrants étrangers. Un autre danger important est l'introduction d'animaux invasifs : chiens, rats et chats sont la principale menace de certains oiseaux comme le râle des Andamans. Le tourisme augmente beaucoup, mais il est strictement réglementé par la législation indienne. 

### Protection
L'écorégion est couverte de 597 km2 d'aires protégées : 300 km2 sur petite Andaman, 7 km2 sur l'île Narcondam, 180 km2 sur Andaman  du nord, 110 km2 sur Andaman du sud. Dans ces zones, seuls les indigènes de l'archipel peuvent utiliser des ressources naturelles.